# Too Many Beliefs
Too Many Beliefs är en singel av Eva Dahlgren från 2001, inspelad och producerad av Figge Boström.
Saxat ur en recension från Expressen: "Balladen Too Many Beliefs verkar vara inspirerad av terrordåden den 11 september och allt som följt i dess spår, en låt om att kärlek är viktigare än religiösa och politiska övertygelser. Musiken påminner om de lugnare stunderna på Lai lai och låter helt ok....."